# Salvia fruticosa
Salvia fruticosa (Mill.) è una pianta perenne originaria del Mediterraneo orientale, particolarmente diffusa in Libano e in Israele.

## Descrizione
Raggiunge le dimensioni di circa mezzo metro. Il solo gambo dell'infiorescenza misura 30 cm.
L'intera pianta è ricoperta di peli, con numerose foglie di varie dimensioni che crescono ravvicinate. I fiori, di color rosa-lavanda, crescono in verticilli lungo l'infiorescenza.

## Distribuzione e habitat
Nativa della Grecia, Italia e del vicino Oriente è ora diffusa in quasi tutto il bacino del Mediterraneo. Cresce ad un'altitudine compresa tra 100 e 800 m s.l.m. nei pressi di foreste di conifere, fiumi o strade o in presenza di rocce calcaree nonché nelle aree di phrygana.

## Usi
La pianta, per il suo alto contenuto di oli essenziali, viene impiegata nella medicina popolare come rimedio per diversi sintomi. Gli oli hanno infatti proprietà antiossidanti, antinfiammatorie, antibatteriche e ipoglicemizzanti.
In cucina viene consumata infusa come erba da the, come spezia aromatica o per preparare salse.